# Tantalate de sodium
Le tantalate de sodium est un composé chimique de formule NaTaO3. Il se présente sous la forme d'un solide cristallisé dans le système orthorhombique avec le groupe d'espace Pcnm (no 62, 4e position) sous forme massive, et dans le système monoclinique avec le groupe d'espace P2/m (no 10) lorsqu'il est obtenu par procédé sol-gel. D'autres structures cristallines sont observées aux températures élevées.
On peut obtenir du tantalate de sodium en faisant réagir de l'oxyde de tantale(V) Ta2O5 avec de l'hydroxyde de sodium NaOH ou du carbonate de sodium Na2CO3 à 1 200 °C.
Le tantalate de sodium peut être utilisé comme photocatalyseur, notamment sous la forme d'un mélange de phases amorphes et pérovskite obtenues par exemple à partir de tantale Ta et d'éthanolate de sodium CH3CH2ONa dispersé dans l'éthanol CH3CH2OH avec de l'ammoniaque NH3 (aq).
Dopé au lanthane, le NaTaO3:La est un photocatalyseur parmi les plus efficaces qui offre un taux de craquage de l'eau sans réactif sacrificiel particulièrement élevé. Il fonctionne aux ultraviolets et atteint un rendement quantique de 56 %. Il présente une structure en rainures nanométriques dont les bords fonctionnent comme des sites de production d'hydrogène H2 et le fond comme des sites de production d'oxygène O2.
L'addition de particules d'oxyde de nickel(II) NiO comme cocatalyseur facilite la production d'hydrogène ; ceci peut être réalisé à l'aide d'un procédé d'imprégnation avec une solution aqueuse d'hexahydrate de nitrate de nickel(II) Ni(NO3)2·6H2O suivi par l'évaporation de la solution avec le photocatalyseur. Le tantalate de sodium a une bande de conduction d'énergie plus élevée que celle de l'oxyde de nickel, de sorte que les électrons injectés par absorption des photons ultraviolets dans la phase NaTaO3 sont plus facilement transférés dans la bande de conduction des particules de NiO pour la production d'hydrogène.